# بيغ إد
بيغ إد (بالإنجليزية: Big Ed)‏ هو رابر أمريكي، ولد في 1971 في ريتشموند في الولايات المتحدة، وتوفي في 2001 في نيو أورلينز في الولايات المتحدة.

## وصلات خارجية
- بيغ إد على موقع ميوزك برينز (الإنجليزية)
- بيغ إد على موقع أول ميوزيك (الإنجليزية)
- بيغ إد على موقع ديسكوغز (الإنجليزية)